# Deutsche La Plata Zeitung
Deutsche La Plata Zeitung è stato un quotidiano argentino in lingua tedesca fondato a Buenos Aires nel 1874.

## Storia
Il quotidiano nacque dall'unione dei periodici in tedesco La Plata Zeitung e Freie Presse nel 1874. Sei anni dopo la testata fu acquistata dall'immigrato tedesco Hermann Tjarks. Il principale concorrente del Deutsche La Plata Zeitung divenne il quotidiano Argentinisches Tageblatt, di posizioni liberal-democratiche. 
Nel corso degli anni trenta la direzione del Deutsche La Plata Zeitung si orientò su posizioni sempre più conservatrici, nazionaliste ed antisemite, allineandosi così ai dogmi dell'NSDAP di Adolf Hitler. Questo determinò un boicottaggio da parte degli inserzionisti pubblicitari tedeschi ebrei che fece rischiare al giornale la bancarotta. Solo un finanziamento ed un supporto materiale proveniente direttamente dal Ministero della Propaganda Berlino ne evitarono la chiusura.
Durante la seconda guerra mondiale il quotidiano continuò a mantenere una linea editoriale di totale e appoggio alla Germania hitleriana. Il 27 ottobre 1944 il governo argentino fece chiudere il Deutsche La Plata Zeitung ed il giornale fascista Il Mattino d'Italia.